# Ratnoje (Kaliningrad)
Ratnoje (russisch Ратное, deutsch Freudenberg, Kreis Wehlau) ist ein Ort in der russischen Oblast Kaliningrad. Er gehört zur kommunalen Selbstverwaltungseinheit Stadtkreis Gwardeisk im Rajon Gwardeisk.
Zu Ratnoje gehört auch der ehemalige Ort Myguszen/Miguschen, russisch zunächst Dunajewka.

## Geographische Lage
Ratnoje liegt östlich der Deime (russisch: Deima), sechs Kilometer von Gwardeisk (Tapiau) und elf Kilometer von Snamensk (Wehlau) entfernt. Durch den Ort verläuft die Kommunalstraße 27K-082 von Gwardeisk nach Krasny Bor (Krakau) an der Regionalstraße 27A-014 (ex R514). Die nächste Bahnstation ist Gwardeisk an der Bahnstrecke Kaliningrad–Tschernyschewskoje (Königsberg–Eydtkuhnen/Eydtkau), einem Teilstück der einstigen Preußischen Ostbahn.

## Geschichte

### Freudenberg
Das Gutsdorf Freudenberg wurde im Jahre 1666 gegründet. Im Jahre 1874 wurde der Ort Teil des neu geschaffenen Amtsbezirks Grünhayn im Kreis Wehlau.
In Freudenberg lebten im Jahre 1910 54 Einwohner. Am 30. September 1928 verlor der Ort seine Eigenständigkeit, als er in die Landgemeinde Köthen (nicht mehr existent) eingemeindet wurde.

### Myguszen (Miguschen) / Dunajewka
Der Ort wurde 1381 als Migusin zum ersten Mal erwähnt. Weitere Schreibweisen des Ortes über die Jahrhunderte waren Mygosus, Migutzin, Meguszen,
Migussen, Megußen, Migguschen, Migguszen, Mygussen, Miggussen, Mygußen und Myguszen. Im Jahr 1938 wurde die Schreibweise auf Miguschen festgelegt.
Im Jahr 1874 wurde der Gutsbezirk Mygußen Teil des neu geschaffenen Amtsbezirks Grünhayn im Kreis Wehlau. Im Jahr 1910 lebten in Myguszen 65 Einwohner. Im Jahr 1928 wurde der Gutsbezirk Myguszen in die neu gebildete Landgemeinde Rockeimswalde (nicht mehr existent) eingegliedert.
1945 kam der Ort in Folge des Zweiten Weltkriegs zur Sowjetunion. 1947 erhielt er den russischen Namen Dunajewka und wurde gleichzeitig dem Dorfsowjet Sorinski selski Sowet im Rajon Gwardeisk zugeordnet.

### Ratnoje
1945 kam Freudenberg in Folge des Zweiten Weltkriegs mit dem nördlichen Ostpreußen zur Sowjetunion. 1947 erhielt der Ort den russischen Namen Ratnoje und wurde gleichzeitig dem Dorfsowjet Sorinski selski Sowet im Rajon Gwardeisk zugeordnet. Vor 1988 wurde der Ort Dunajewka an Ratnoje angeschlossen. Von 2005 bis 2014 gehörte Ratnoje zur Landgemeinde Sorinskoje selskoje posselenije und seither zum Stadtkreis Gwardeisk.

## Kirche
Mit seinen meistenteils evangelischem Einwohnern waren Freudenberg und Miguschen bis 1945 in das Kirchspiel der Kirche Grünhayn (Ostpreußen) eingepfarrt. Die Orte gehörten zum Kirchenkreis Wehlau in der Kirchenprovinz Ostpreußen der Kirche der Altpreußischen Union. Heute liegt Ratnoje im Einzugsbereich der neu entstandenen evangelisch-lutherischen Gemeinde ein Gwardeisk (Tapiau), einer Filialgemeinde der Auferstehungskirche in Kaliningrad (Königsberg) in der Propstei Kaliningrad der Evangelisch-lutherischen Kirche Europäisches Russland.